# Я̄
La Ya con macrón (Я̄ я̄; cursiva: Я̄ я̄) es una letra del alfabeto cirílico.
Se usa en el  Aleut (dialecto de Bering), y los idiomas evenki, ingusetio, mansi, nanai, negidal, ulch, sami kildin,  Selkup y checheno.